# Heinz Kaster
Heinz Kaster (* 23. Februar 1929 in Offenbach-Bürgel) ist ein ehemaliger deutscher Fußballspieler, der von 1945 bis 1955 für die Vereine Kickers Offenbach, FC St. Pauli, Eintracht Frankfurt und Westfalia Herne insgesamt 131 Oberligaspiele absolvierte und dabei zwölf Tore erzielte.

## Karriere

### Kickers Offenbach
Der in Offenbach geborene kaufmännische Angestellte begann seine Karriere bei den Kickers Offenbach, bei denen er bis 1948 blieb. In den drei ersten Runden der alten erstklassigen Fußball-Oberliga Süd, 1945/46 bis 1947/48 brachte er es bei der Elf vom Stadion am Bieberer Berg auf 25 Einsätze und erzielte unter Trainer Paul Oßwald und an der Seite der Mitspieler Josef Schepper (Torhüter), Ferdinand Emberger, Gerhard Kaufhold, Willi Keim, Heinrich Keller, Emil Maier, Erich Nowotny, Anton Picard, Kurt Schreiner und Willi Weber vier Tore.

### FC St. Pauli
Zur Saison 1948/49 zog es den als Stürmer wie in der Verteidigung einsetzbaren „Knorze“ Kaster zu den „Fleischtöpfen“ der Metzgerei Miller nach St. Pauli, wo um Karl Miller, Walter Dzur und Hans Appel eine „Wunderelf“ beim FC St. Pauli entstanden war. Kaster debütierte am 21. November 1948 beim 2:2-Heimremis gegen Göttingen 05 bei St. Pauli. In der 65. Spielminute erzielte er den 2:2-Ausgleichstreffer. In neun Einsätzen kam er auf sechs Tore und St. Pauli beendete punktgleich mit dem Hamburger SV als Vizemeister die Runde.

### Eintracht Frankfurt
Zur Saison 1949/50 zog es ihn wieder nach Hessen, er schloss sich Eintracht Frankfurt an. Hier blieb er bis 1954. Er absolvierte in fünf Jahren in der Oberliga Süd 98 Partien und erzielte dabei zwei Tore. Zudem spielte er achtmal im süddeutschen-Pokal. Kaster debütierte für die Eintracht in der Oberliga am 4. September 1949 beim Auswärtsspiel gegen den SV Waldhof Mannheim. Als die Mannschaft vom Riederwald in der Saison 1952/53 die Meisterschaft in der Oberliga Süd erringen konnte, hatte Kaster in 16 Spielen ein Tor an der Seite der Mitspieler Helmut Henig (Torhüter), Ernst Kudras, Adolf Bechtold, Hans Wloka, Werner Heilig, Hubert Schieth, Alfred Pfaff, Erich Ebeling und Kurt Krömmelbein erzielt. In der Endrunde um die deutsche Fußballmeisterschaft war er noch in den zwei Spielen gegen Holstein Kiel (4:1) und den 1. FC Köln (0:0) als Verteidiger im Einsatz. Mit dem Spiel am 27. September 1953, es war das Lokalderby vor 35.000 Zuschauern gegen Kickers Offenbach und endete mit einem 2:1-Erfolg der Eintracht, endete die Spieleraktivität von Heinz Kaster bei Eintracht Frankfurt.

### Spätere Karriere
Am ersten Spieltag der Saison 1954/55, am 22. September 1954, absolvierte Kaster beim Aufsteiger in die Fußball-Oberliga West, Westfalia Herne, bei einer hohen 1:7-Niederlage bei Preußen Münster, sein letztes Oberligaspiel. Danach zog es ihn wieder nach Hessen. 1957 spielte er beim KSV Urberach. Später war er noch Trainer des FC Bieber.

## Privates
Heinz Kaster ist der Vater des zwölffachen deutschen Nationalspielers Dieter Müller, geb. Kaster.